# Опсада Одесе
Опсада Одесе је била операција на Источном фронту за време Другог светског рата. То је једна од првих акција током рата коју ју је водила румунска војска и Четврта армија под командом генерала Николаеа Чиуперка је била носилац офанзиве. Опсада је трајала више од два месеца, и тек након великих губитака румунске војске, Совјети су се повукли.

## Ток опсаде
Четврта армија је форсирала реку Дњестар 3. августа, чиме је отпочео напад на Одесу. У напад су се укључили и Пети корпус и Прва оклопна дивизија. Команда је наредила напад преко Дњестра и очекивала да ће се градски гарнизон, који је био бројчано вишеструко надјачан, брзо предати. Али занемарили су чињеницу да је Одеса била тешко утврђен град, који није могао бити окружен због супериорности руске Црноморске флоте.
Совјети су одбрану организовали у три реда ровова и утврђених положаја, где су се налазила укопана митраљеска гнезда, противтенковски топови и разне врсте пешадијских и тенковских препрека. Прва линија је била дугачка око 80, и 25 километара удаљена од града. Друга линија је била дугачка око 30 километара, а она је била удаљена од града између 6 и 8 километара, зависно од позиције. Трећа линија се налазила у граду, и састојала се од две пешадијске дивизије, две бригаде морнаричке пешадије, једне коњичке дивизије, више морнарских одељења и шест разарача.
До 12. августа, румунске трупе су успеле да постигну одређене успехе. Генерал Јон Антонеску је сутрадан зауставио офанзиву да би се јединице одмориле и снабделе. Офанзива је убрзо настављена и 15. августа је заузет градић Грегоревка, а два дана касније су заузети градски резервоари са водом. До 6. септембра румунска офанзива је споро напредовала. Јединице су биле преморене и била им је потребна реорганизација, а Совјети су пружали жесток отпор.
После више од месец дана опсаде, 22. септембра је организован амфибијски и десантни напад на Грегоревку са циљем смањења притиска на Одесу. Тим нападом се обруч померио 5 до 8 километара.
Немачки напад на Крим је почео крајем септембра и Ставка је наредила повлачење одешког гарнизона да би се прикључио одбрани Крима, чиме је Одеса практично напуштена. У периоду између 2. и 16. октобра, Црноморска флота је извршила евакуацију гарнизона, који је пребачен у Севастопољ. Упркос повлачењу, одбрана Одесе је постала инспирација Совјетима, и то у тренуцима када им је била најпотребнија.